# Eufriesea atlantica
Eufriesea atlantica là một loài Hymenoptera trong họ Apidae. Loài này được Nemésio mô tả khoa học năm 2008.